# 1390er
Portal Geschichte | Portal Biografien | Aktuelle Ereignisse | Jahreskalender | Tagesartikel

◄ |
13. Jh. |
14. Jahrhundert
| 15. Jh. | ►

◄ |
1360er |
1370er |
1380er |
1390er
| 1400er | 1410er | 1420er | ►

1390 |
1391 |
1392 |
1393 |
1394 |
1395 |
1396 |
1397 |
1398 |
1399

## Ereignisse
- 1390: Philadelphia im Mäandertal (Alaşehir), letzte byzantinische Stadt in Kleinasien, wird von den Osmanen erobert.
- 1394: Charles de Valois, duc d’Orléans wird geboren.